# Dribbel
Dribbel (Engels: Spot the Dog) is een hondje uit de kinderboekenreeks van Eric Hill.
Waar is Dribbel? is de eerste versie van de reeks. Het werd voor het eerst uitgegeven in 1980 met het tegenwoordig beroemde "kijk achter de flap"-idee. In totaal zijn er wereldwijd meer dan vier miljoen exemplaren van Waar is Dribbel? gedrukt. 
Zijn avonturen zijn vertaald in meer dan 65 talen – waaronder het Bretons, het Welsh en het Fries – en naar braille. Er zijn meer dan 75 verschillende boeken van Dribbel verschenen.
In totaal zijn er wereldwijd minstens zestig miljoen Dribbel-boeken verkocht (2014) en werden de boeken in meer dan honderd verschillende landen uitgebracht.
De boekjes van Dribbel zijn bewerkt tot tekenfilmserie. In Nederland werd deze serie uitgezonden door de omroep VPRO in het kinderblok van Villa Achterwerk. Alle stemmen in de Nederlandstalige nasynchronisatie werden ingesproken door Bruun Kuijt.
Het openingsliedje luidt:
Dribbel, Dribbel, aardige hond, je bent zo zacht en je springt zo vrolijk rond.

Als je aan me vraagt wie ik de leukste vind, zeg ik Dribbel mijn kleine vrind.
Sinds september 2013 is er een familiemusical over Dribbel, geproduceerd door Theater Terra.